# Fonti e storiografia sulla seconda guerra punica
La storiografia moderna sulla seconda guerra punica considera decisiva per l'avvio dell'espansione mondiale di Roma la data del 205 a.C. quando la politica militare romana  si sposta da una visione italo-centrista ad una mediterranea africana.  Erano soprattutto i proprietari terrieri favorevoli in quell'anno ad una pace che segnasse la fine della seconda guerra punica e della presenza cartaginese in Italia anche a costo di lasciare intatto il potere di Cartagine in Africa 

## Conflitto generazionale e politico-militare

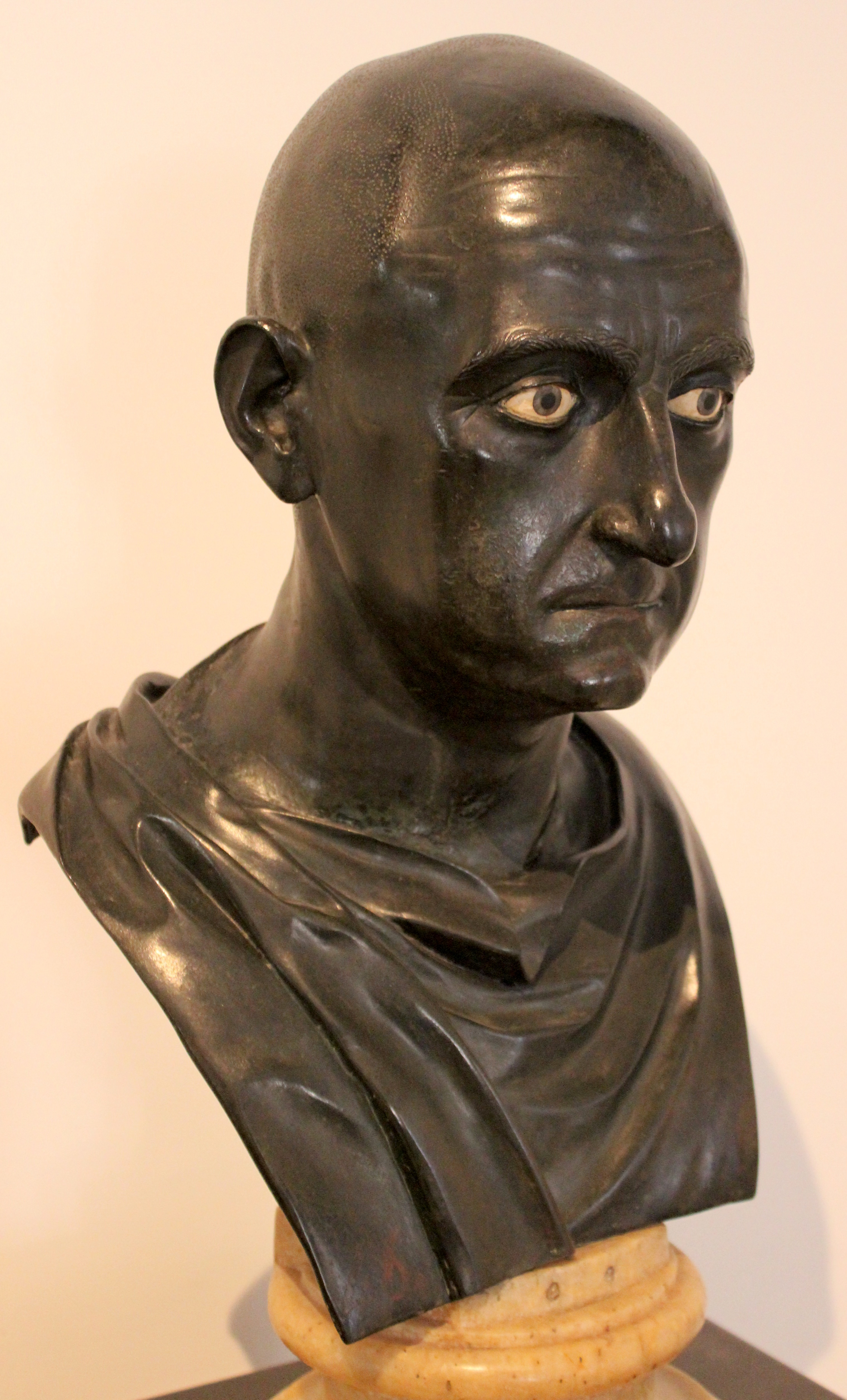
Busto di Scipione l'Africano (Museo Archeologico Nazionale di Napoli).

Per Publio Cornelio Scipione che aveva constatato la debolezza dei cartaginesi durante la sua vittoriosa campagna in Spagna si trattava invece di assestare il colpo finale a Cartagine e avviare una politica romana di espansione mondiale mettendo fine ad una strategia bellica di difesa e logoramento come quella condotta da Quinto Fabio Massimo  che probabilmente più che una rischiosa campagna militare in Africa temeva ripercussioni sull'equilibrio interno socioeconomico reso incerto dalla guerra 
È un conflitto d'età e di opinioni che viene ricostruito nello scontro oratorio riportato da Tito Livio (59 a.C.–17 d. C.) che rivela come nella Roma degli inizi del III secolo a.C. fosse in atto un processo di disgregamento della classe oligarchica dove i tradizionalisti, rappresentati dai più anziani, ormai ridotti di numero per la sostituzione dei più giovani alle cariche pubbliche durante le guerre annibaliche, dovevano sgomenti  cedere il campo al gruppo dei giovani seguaci della famiglia degli Scipioni che addirittura avevano creato il culto di Iuventas che dava una coloritura religiosa all'ideologia giovanile 
Iuniores e seniores esponenti dunque di un conflitto generazionale tra padri e figli . 
Tipica a questo proposito la carriera politica e militare dello stesso Scipione che, incurante di norme e tradizioni, ascende alla carica di edile curule quando non aveva ancora l'età legale per conseguirla e ottiene a soli 24 anni l'incarico di comandante supremo per la sua campagna africana. Se quella elezione prematura poteva essere spiegata per la mancanza in quel tempo di uomini che potessero concorrervi  tuttavia appare chiaro come Scipione tenda a scavalcare il potere del senato ogniqualvolta questo contrasti i suoi voleri, salvo, a conclusione della guerra, provvedere lui stesso a legiferare sull'età minima per le cariche pubbliche 

### Il confronto oratorio
Lo scontro oratorio tra Fabio Massimo e Scipione, riportato da Livio, ben testimonia il conflitto generazionale e politico:
Scipione dichiara apertamente le sue ambizioni personali e sfida il senato che si riconosce nelle parole di Fabio che dichiara come il senato non sia ancora espresso sull'assegnazione della provincia e chi crede il contrario e non si cura della approvazione dei senatori commette un grave errore. Egli poi difende la tattica dilatoria usata nella guerra non per paura, come pensano i giovani, ma perché rivelatasi come la più vantaggiosa  e non è certo per invidia che egli si oppone al piano del giovane Scipione  ma perché ha ben presenti che le spedizioni al di là del mare, come quella dell'ateniese Alcibiade in Sicilia, sono state segnate da gravi sconfitte; ribadisce infine come bisogna opporsi alle ambizioni personali di Scipione che si atteggia a re. . 
I senatori, specie i seniores, riferisce Livio, apprezzarono la saggezza dell'anziano Fabio:
Lo stesso Livio annota che il discorso di Scipione fu accolto dai senatori con sospetto poiché giravano voci che in caso di rifiuto egli si sarebbe appellato direttamente con una rogatio al popolo per ottenere l'assegnazione della provincia d'Africa:
Quinto Fulvio Flacco che era stato console nel 212 e nel 209, e che aveva avuto una parte importante nella seconda guerra punica dirigendo il sacco del campo di Annone presso Benevento, l'assedio di Capua e la punizione dei Campani, interviene nel dibattito per chiedere esplicitamente a Scipione se queste voci abbiano fondamento ma quello risponde elusivamente che il suo unico scopo è quello di servire lo Stato; al che Q.Fulvio lo accusa apertamente di voler scavalcare il senato e si appella ai tribuni della plebe affinché, secondo la legge (ius sententiae), impongano a Scipione di rispondere chiaramente.  Scipione contesta la legittimità dell'intervento dei tribuni ma questi, secondo il loro diritto, decretano che nel caso Scipione non volesse tener conto del Senato essi sarebbero intervenuti a sostenere i senatori che non volessero apertamente esprimere il loro parere. 
A questo punto Scipione ha vinto lo scontro con il senato che non contestò il nuovo piano strategico militare ma si accontentò che fossero rispettate le regole tradizionali su cui si fondava il loro potere:
Per questi avvenimenti Scipione è stato considerato da una parte della storiografia l'antesignano del cesarismo:

## Lo scontro seniores-iuniores nella letteratura posteriore

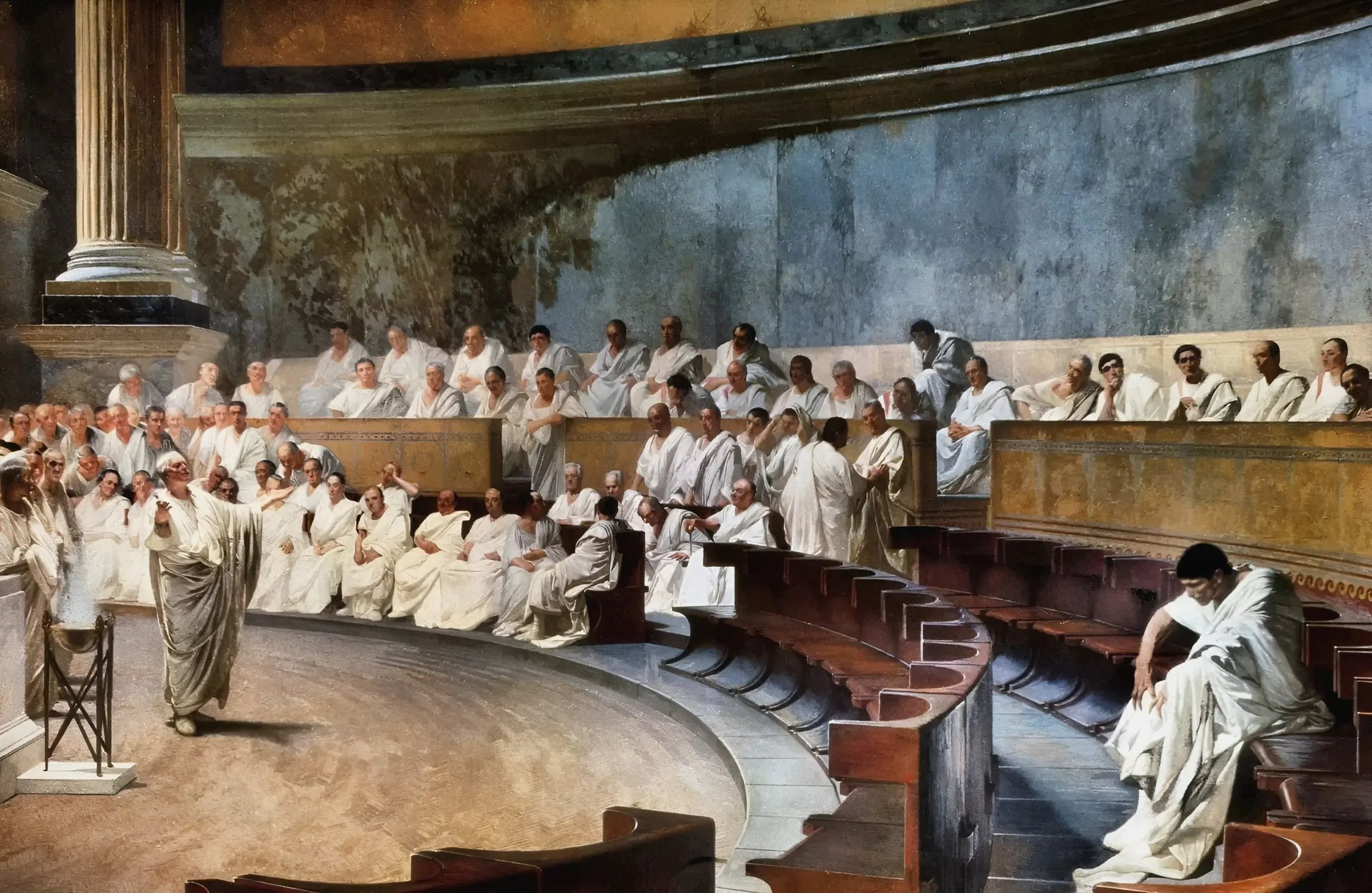
Conflitto politico, sociale e di generazioni rappresentato in una seduta del Senato: Cicerone attacca Catilina.
Titolo: Cicerone denuncia Catilina.

Il carattere paradigmatico del conflitto generazionale vecchi-giovani ricostruito nello scontro oratorio riportato da Tito Livio trova conferma nelle posteriori opere di autori di lingua latina e greca. Questi, che operano in ambiti letterari disomogenei e in situazioni storiche posteriori del tutto diverse da quelle del III secolo a.C. descritte dell'opera liviana, tendono tutti a mettere in risalto il carattere retrogrado del senato e lo spirito innovativo e rivoluzionario di Scipione. 
Così Valerio Massimo (I secolo a.C.) trae da opere storiche exempla che si prestino ad una versione moraleggiante degli avvenimenti dove siano preminenti le qualità valutative individuali come nel caso di Scipione che ne fanno un modello da seguire perché ebbe fiducia e affermò il suo proprio giudizio (suo consilio) a sfida di quello dei senatori:
Sulla stessa linea di promozione morale di Valerio Massimo è Silio Italico (25-101) che riprende la versione liviana dello scontro Fabio-Scipione e ne modifica alcuni elementi per esaltare lo scontro seniores-iuvenes ed enfatizzare la sconfitta dei tradizionalisti . 
Silio mette in risalto la condizione di "sazietà" degli onori raggiunti dall'anziano Fabio che ormai non ha ragione di invidiare il giovane Scipione per il suo giusto desiderio di gloria non ancora soddisfatta del tutto:
La conclusione della ricostruzione letteraria di Silo che emerge dalle considerazioni di Scipione è che lo scontro era dovuto essenzialmente non tanto a motivi politici quanto alla paura e all'invidia dei seniores nei confronti della coraggiosa intraprendenza del giovane console.
Questa stessa interpretazione è ripresa da Plutarco (45 d.C.-120 d.C.) dove ogni altro elemento è trascurato nel giudizio su Fabio Massimo accentrando tutto sul suo comportamento invidioso, mascherato da saggia prudenza, nei confronti del giovane Scipione  Un'invidia che emerge apertamente e che sovrasta il suo tentativo di presentarsi come un vecchio saggio quando Fabio cerca inutilmente di convincere Publio Licinio Crasso Divite, il collega console di Scipione, a non cedere il comando militare a quest'ultimo .
Appiano d'Alessandria (95-165) introduce un elemento nuovo nello scontro seniores-iuniores addebitando a Scipione la rogatio al popolo per ottenere l'incarico per l'impresa africana  e rileva come il contrasto fosse diviso tra quelli che pensavano fosse rischioso lasciare Roma indifesa e quelli che sostenevano che i Cartaginesi avessero potuto attaccare l'Italia proprio perché nessuno li aveva disturbati in Africa.  Scipione ottenne quanto voleva ma a condizione di non servirsi delle forze militari presenti in Italia e di ricorrere a contributi privati per allestire le navi da mandare in Africa e per pagare i volontari 
Mentre gli storici antichi sottintendono nei diversi pareri tecnico-militari l'avvento di una nuova era politica, in età moderna Niccolò Machiavelli (1469-1527) identifica chiaramente l'essenza del confronto Fabio-Scipione: